# Sant Lluís del Pertús
Sant Lluís del Pertús, o Sant Lluís Rei, és l'església parroquial del poble nord-català del Portús, a la comarca del Vallespir.

## Descripció
Està situada quasi a l'extrem nord-oest del nucli urbà, ran del camí de pujada al Castell de Bellaguarda i al Coll de Panissars, a prop del nou barri de Mas Rimbau, que es dreça just darrere del temple. S'hi arriba pel carrer de l'Església des de la part alta de l'avinguda de França (la carretera general).
Es tracta d'una església d'una sola nau, orientada d'est a oest, a l'inrevés del que era habitual a l'edat mitjana. No té gaire rellevança arquitectònica. Hi predomina un estil neogòtic, tot i que la construcció és bàsicament eclèctica i pràctica.

## Història
Fins a la creació de la comuna del Pertús, els habitants del Pertús assistien als oficis religiosos de la parròquia a la qual pertanyien: els de la part oriental del poble, a Sant Joan d'Albera, i els de l'occidental, a les Cluses. Fou amb la independència municipal del Pertús, el 1848, que el consell municipal del 9 de febrer del 1855 va votar per unanimitat la construcció de l'església de Sant Lluís Rei. Es construí l'església actual, que es va inaugurar el 30 d'agost del 1869. Té la mateixa advocació, per influència militar, que la capella del Castell de Bellaguarda.
Celebra la seva festa del dia del seu patró, el 25 d'agost.